# Саланчик
Сала́нчик (чув. Саланчăк) — посёлок в Шумерлинском районе Чувашской Республики. Входит (с 2021 года) в Шумерлинский муниципальный округ, ранее в Магаринское сельское поселение.
Население — 451 человек (2024).

## География
Посёлок находится на границе с Красночетайским районом. Расстояние до Чебоксар 112 км, до райцентра 15 км, до ж.-д. станции 15 км. Расположен на берегах реки Саланка, у республиканской автодороги P231 «Сура».
Уличная сеть
- улица Школьная
- улица Лесная
- улица Заречная
- улица Садовая
- улица Новая

## Название
Варианты происхождения названия:
1. В честь первого жителя — лесника Саланова;
2. Из-за беспорядочного расположения домов (с чувашского «саланчăк» — рассеянный, беспорядочный);
3. Из-за разветвления речки на рукава в нижнем течении (с чувашского — «саланчăк» — разветвленная).

## История
С середине 1920-х годов примерно в середине тракта между Шумерлей и Красными Четаями, на правом берегу речки Саланка в вековом лесу появился домик лесника Саланова.
В связи с пуском в ход в Шумерле в 1930-31 годах дубильно-экстрактового завода «Большевик» и деревообрабатывающего комбината, леспромхоза, начинаются лесозаготовительные работы.
В 1932 году на базе лесных разработок возникает рабочий поселок. Он предоставлял из себя несколько бараков, где жили рабочие. Вскоре здесь были построены пекарня, столовая, конюшни, открыты ларек, амбулатория, построены жилые помещения.
- 1934—1935 — в составе Красночетайского района
- 1935—1941 — в составе Шумерлинского района
- 1941—1953 — в составе Красночетайского района
- 1953—1965 — в составе Шумерлинского района
- 1965—1966 — в составе Шумерлинского горсовета
- с 1966 — в составе Шумерлинского района

Законом Чувашской Республики от 14.05.2021 № 31 к 24 мая 2021 году Магаринское сельское поселение было упразднено и Саланчик
вошёл в состав Шумерлинского муниципального округа

## Население
| Год  | Население , чел. |
| ---- | ---------------- |
| 1939 | 489              |
| 1979 | 762              |
| 2002 | 572              |
| 2010 | 439              |

| 2010 | 2012 |
| ---- | ---- |
| 493  | ↗533 |

Национальный состав представлен чувашским, русским, а также мордовским населением.

## Известные жители, уроженцы
- Валерий Николаевич Ярды — Заслуженный мастер спорта СССР (1970 год), чемпион и рекордсмен СССР (1969—1972 годы) по велосипедному спорту.

## Инфраструктура
- СХПК «Дружба»
- Саланчикское отделение МОУ «Шумерлинская СОШ»
- РГОУ «Саланчикская специальная (коррекционная) школа-интернат»
- Саланчикский ФАП
- Саланчикский СДК
- Саланчикская ДМШ им. В. А. Павлова
- Отделение связи
- Филиал отделения Шумерлинского сбербанка России
- Саланчикское участковое лесничество ГУ «Шумерлинское лесничество»
- Саланчикская поселенческая модельная библиотека
- АТС
- ЧП Самарин Ю. А. Магазин «Алиса»
- Магазин № 49 Шумерлинского РТП Аликовского райпо

## Транспорт
Развит автомобильный транспорт.